# 姜南 (演员)
姜南（英語：Chiang Nan；1923年—1985年），香港男演員。

## 生平
出生于安徽，后在北平长大，之后在北平辅仁大学肄业。
抗战时期曾入桂林艺术馆学习剧艺，在那个时候，他遇到了高宝树，并与其相爱。抗战胜利后随剧团到香港，并1952年入永华为基本演员，之后加入了邵氏，并多次在电影中参演配角一类的角色。  
后与高宝树离婚。
之后在1983年息影，并于1985年逝世。